# Lewkowo (obwód miński)
Lewkowo (biał. Ляўкова, ros. Левково) – wieś na Białorusi, w obwodzie mińskim, w rejonie wilejskim, w sielsowiecie Wiazyń.

## Historia
W czasach zaborów folwark w gminie Wiazyń, w powiecie wilejskim, w guberni wileńskiej Imperium Rosyjskiego. W 1866 roku liczyła 43 dusze rewizyjne, należała do dóbr Obodowce.
W latach 1921–1945 kolonia leżała w Polsce, w województwie wileńskim, w powiecie wilejskim, w gminie Wiazyń.
Według Powszechnego Spisu Ludności z 1921 roku zamieszkiwało tu 96 osób, 70 było wyznania rzymskokatolickiego, 23 prawosławnego a 3 ewangelickiego. Jednocześnie 93 mieszkańców zadeklarowało polską, 3 łotewską przynależność narodową. Było tu 11 budynków mieszkalnych. W 1931 w 20 domach zamieszkiwało 126.
Wierni należeli do parafii rzymskokatolickiej w Ilii i prawosławnej w Łatyholu. Miejscowość podlegała pod Sąd Grodzki w Ilii i Okręgowy w Wilnie; właściwy urząd pocztowy mieścił się w Wiazyniu.
W wyniku napaści ZSRR na Polskę we wrześniu 1939 miejscowość znalazła się pod okupacją sowiecką. 2 listopada została włączona do Białoruskiej SRR. Od czerwca 1941 roku pod okupacją niemiecką. W 1944 miejscowość została ponownie zajęta przez wojska sowieckie i włączona do Białoruskiej SRR.
Od 1991 roku w składzie niepodległej Białorusi.